# Deniz Undav
Deniz Undav (19 de julho de 1996) é um futebolista profissional alemão que atua como atacante do Stuttgart e da seleção alemã.

## Carreira

### Início de carreira
Undav nasceu em Achim, na Baixa Saxônia, e jogou pelo TSV Achim antes de ingressar no time juvenil do Werder Bremen, em 2007. Foi dispensado cinco anos depois, supostamente devido a sua baixa estatura. Mais tarde, ingressou no SC Weyhe e dois anos depois se juntou ao TSV Havelse, que disputava a quarta divisão da Regionalliga da Alemanha, onde fez sua estreia profissional. Na sua segunda temporada, marcou 16 gols e distribuiu 4 assistências. Mais tarde, Undav jogou pelo Eintracht Braunschweig II, onde atuou em apenas 18   devido à lesões, e marcou 9 gols. Após deixar o Braunschweig. seguiu para o SV Meppen.

### União Saint-Gilloise
Em abril de 2020, foi anunciado que Undav deixaria o SV Meppen no final da temporada 2019-20. Com o seu contrato com o Meppen terminando, ele se juntou ao Union Saint-Gilloise, da Bélgica, em um contrato de três anos.

### Brighton & Hove Albion
Em 31 de janeiro de 2022, Undav ingressou no Brighton & Hove Albion, clube da Premier League, por 7 milhões de euros, assinando um contrato de quatro anos e meio. Ele retornou imediatamente ao Union Saint-Gilloise até o final da temporada 2021-22 por empréstimo.
Undav fez sua estreia no Albion no jogo de abertura da temporada 2022–23, entrando como substituto de Danny Welbeck aos 90+5 minutos, ajudando o Brighton a conquistar sua primeira vitória em Old Trafford após vencer o Manchester United por 2–1. Ele marcou seu primeiro gol pelo clube em sua segunda aparição, abrindo o placar na vitória por 3 a 0 fora de casa sobre o Forest Green Rovers, em 24 de agosto. Undav estreou na Premier League em 4 de fevereiro. Marcou seu primeiro gol no campeonato em 29 de abril, abrindo o placar e depois adicionando o segundo na goleada por 6 a 0 sobre o Wolves. Em sua passagem na Premier League, marcou cinco gols em 22 jogos.

#### Empréstimo para o Stuttgart
Em 2 de agosto de 2023, Undav assinou com o VfB Stuttgart, da Bundesliga, por empréstimo de uma temporada. Em 27 de janeiro de 2024, ele marcou seu primeiro hat-trick na Bundesliga na vitória por 5–2 sobre o RB Leipzig. Em sua temporada de estreia, marcou 18 gols e deu 9 assistências, com seu clube terminando em segundo lugar na liga e garantindo a qualificação para a Liga dos Campeões pela primeira vez desde 2009-10.

### Stuttgart
Em 8 de agosto de 2024, após um período de empréstimo de uma temporada, Undav assinou contrato permanente com o Stuttgart, assinando um contrato de três anos.

## Carreira internacional
Em março de 2024, Undav foi convocado para a seleção alemã antes dos amistosos contra França e Holanda. Fez sua estreia pelo Die Mannschaft na vitória por 2 a 0 sobre a França, depois de substituir Kai Havertz aos 80 minutos. Em junho, Undav foi convocado para disputar a UEFA Euro 2024.

## Conquistas
VfB Stuttgart
- Copa da Alemanha: 2024–25[18]

Individual
- Artilheiro da Liga Jupiler Pro League: 2021–22
- Futebolista Profissional Belga do Ano: 2021–22[19]
- Jogador do mês da Bundesliga: novembro de 2023, janeiro de 2024[20]